# قرار مجلس الأمن التابع للأمم المتحدة رقم 821
قرار مجلس الأمن التابع للأمم المتحدة رقم 821، المعتمد في 28 أبريل 1993، بعد إعادة التأكيد على القرار 713 (1991) وجميع القرارات اللاحقة، أشار المجلس أيضًا إلى القرارات 757 (1992) و777 (1992) وقرار الجمعية العامة 47/1 (1992) التي ذكرت أن الدولة المعروفة سابقًا باسم جمهورية يوغوسلافيا الاتحادية الاشتراكية لم تعد موجودة وأنه ينبغي لها التقدم بطلب للحصول على عضوية في الأمم المتحدة وحتى ذلك الحين لا ينبغي أن تشارك في الجمعية العامة.
نص القرار على أن جمهورية يوغوسلافيا الاتحادية (صربيا والجبل الأسود) لا يمكن أن تستمر تلقائيًا في عضوية جمهورية يوغوسلافيا الاتحادية الاشتراكية السابقة في الأمم المتحدة، وبالتالي يوصي المجلس الجمعية العامة بأن تقرر عدم مشاركة جمهورية يوغوسلافيا الاتحادية (صربيا والجبل الأسود) في أعمال المجلس الاقتصادي والاجتماعي للأمم المتحدة، ويقرر النظر في المسألة مرة أخرى قبل نهاية الدورة السابعة والأربعين للجمعية العامة.
تمت الموافقة على القرار بأغلبية 13 صوتاً، مع امتناع دولتين عن التصويت من الصين وروسيا.

## روابط خارجية
- نص القرار في undocs.org